# Влајковић
Влајковић је српско презиме. Познате особе са овим презименом су:
- Светозар Влајковић (рођен 1938), српски књижевник
- Радован Влајковић (1922 - 2001), југословенски политичар